# Hot Snakes
Gli Hot Snakes sono stati un gruppo musicale statunitense originario di San Diego (California) e formatosi nel 1999.

## Storia del gruppo
Il gruppo si è formato a San Diego nel 1999 per iniziativa di Rick Froberg (1968-2023) e John Reis, che avevano già suonato insieme nei gruppi musicali Pitchfork e Drive Like Jehu. Reis ha fatto parte anche del gruppo Rocket from the Crypt, formato nel 1990.
Gli Hot Snakes nacquero quindi inizialmente come progetto parallelo agli altri. Al gruppo si unì il batterista Jason Kourkounis, dalla band The Delta 72. Il primo album in studio Automatic Midnight venne pubblicato nel febbraio 2000 dalla Swami Records, etichetta discografica indipendente fondata dallo stesso John Reis. In seguito Gar Wood venne ingaggiato dalla band come bassista.
Nel giugno 2002 venne pubblicato il secondo album Suicide Invoice. L'anno seguente Kourkounis lascia la band per suonare a tempo pieno con i Burning Brides. Nel 2004 il batterista Mario Rubalcaba, noto anche come Ruby Mars, va a sostituire Kourkounis. 
Il terzo album del gruppo Audit in Progress viene pubblicato nell'ottobre 2004. Nel 2005 viene pubblicato l'EP Peel Sessions.
Nel 2005 il gruppo registra il brano Time to Escape, cover dei Government Issue, per la colonna sonora del videogioco Tony Hawk's American Wasteland. Nello stesso anno il gruppo si è sciolto. 
Nel luglio 2010 la line-up composta da Reis, Froberg, Wood e Kourkounis si è riunita per un'esibizione live a San Diego. Dall'anno seguente i concerti si sono intensificati diventando tour a cui ha partecipato anche Rubalcaba. Nel 2018 l'etichetta Sub Pop ha pubblicato l'album Jericho Sirens.
Il 30 giugno 2023 Rick Froberg è deceduto improvvisamente all'età di 55 anni, chiudendo tragicamente anche la storia del gruppo.

## Membri
- Rick Froberg – voce, chitarra (1999–2005, 2011–2023)
- John Reis – chitarra, cori (1999–2005, 2011–2023)
- Gar Wood – basso, cori (1999–2005, 2011–2023)
- Jason Kourkounis – batteria (1999–2003, 2011–2023)
- Mario Rubalcaba – batteria (2003–2005, 2011–2023)

## Discografia

### Album in studio
- 2000 - Automatic Midnight
- 2002 - Suicide Invoice
- 2004 - Audit in Progress
- 2018 - Jericho Sirens

### Album dal vivo
- 2006 - Thunder Down Under

### EP
- 2005 - Peel Sessions